# Maarten den Bakker

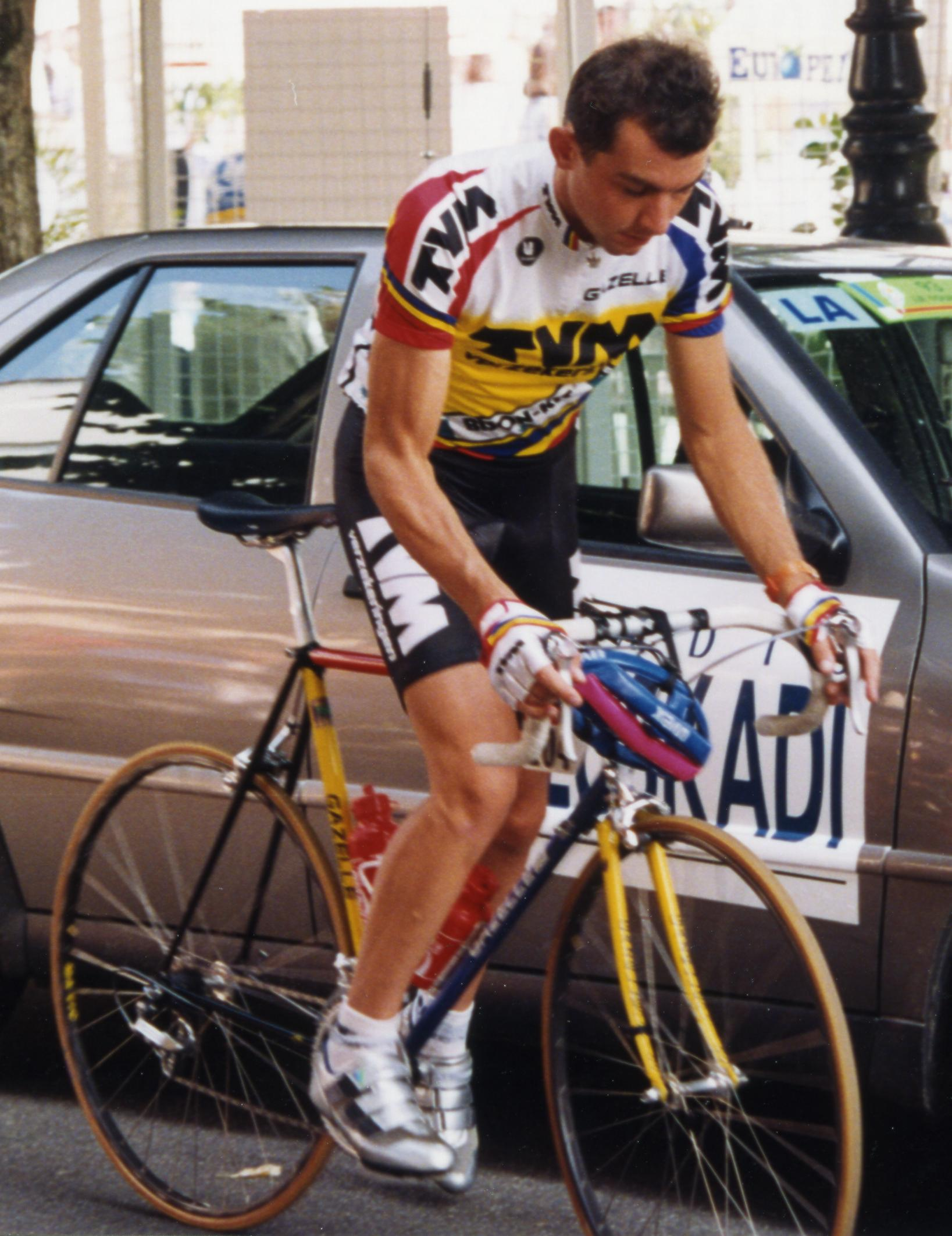
Maarten den Bakker au Tour de France 1993.

Maarten den Bakker (né le 26 janvier 1969 à Abbenbroek) est un coureur cycliste néerlandais des années 1990-2000. Il met fin à sa carrière à l'issue de la saison 2009. Il est actuellement directeur sportif de l'équipe WV De Jonge Renner.

## Biographie
C'est un bon coureur de classiques, en particulier des classiques ardennaises; il a la particularité d'avoir terminé sur le podium de chacune d'elles mais sans en avoir gagné une : deuxième de l'Amstel Gold Race en 1998, deuxième de la Flèche wallonne en 1999 et troisième de Liège-Bastogne-Liège en 1999.

## Palmarès

### Palmarès amateur
- 1987
  -  Médaillé de bronze du championnat du monde du contre-la-montre par équipes juniors
- 1988
  - 3e de l'Omloop Houtse Linies
- 1989
  -  Champion des Pays-Bas sur route amateurs
  - Omloop van de Braakman
  - 2e de l'Olympia's Tour
  - 3e du Hel van het Mergelland

### Palmarès professionnel
- 1993
  - 4e étape du Tour de Luxembourg
  - 2e du Tour de Luxembourg
  - 2e de Veenendaal-Veenendaal
- 1994
  - Prix national de clôture
  - Ronde van Midden-Zeeland
  - 3e étape du Tour de l'Avenir
  - 2e de la Flèche brabançonne
  - 2e du Tour de l'Avenir
- 1995
  - 2e du Tour de Galice
  - 2e du Grand Prix de Wallonie
  - 3e du championnat des Pays-Bas sur route
  - 10e de Liège-Bastogne-Liège
- 1996
  -  Champion des Pays-Bas sur route
  - 5e étape du Tour d'Andalousie
- 1997
  - 3e étape de Vienne-Rabenstein-Gresten-Vienne
  - 2e de la Flèche brabançonne
  - 7e du Grand Prix de Suisse
- 1998
  - 2e étape du Grand Prix Guillaume Tell
  - 2e de l'Amstel Gold Race
  - 3e du Circuit Mandel-Lys-Escaut
  - 3e de Paris-Bourges
- 1999
  -  Champion des Pays-Bas sur route
  - 5e étape du Tour des Pays-Bas
  - 2e de la Flèche wallonne
  - 3e de Liège-Bastogne-Liège
- 2000
  - 3e du championnat des Pays-Bas du contre-la-montre
- 2003
  -  Champion des Pays-Bas contre-la-montre
  - 4e étape de l'International Uniqa Classic
- 2005
  - 3e étape du Tour d'Autriche
- 2007
  - Tour de Frise
  - 3e du championnat des Pays-Bas sur route
- 2008
  - 1reb étape du Brixia Tour (contre-la-montre par équipes)

## Résultats sur les grands tours

### Tour de France
9 participations
- 1992 : 92e
- 1993 : 91e
- 1995 : 52e
- 1996 : 64e
- 1997 : 64e
- 1998 : 33e
- 1999 : 84e
- 2000 : 49e
- 2001 : 75e

### Tour d'Espagne
4 participations
- 1993 : 84e
- 1994 : abandon
- 1996 : 40e
- 2004 : 84e

## Classements mondiaux
| Année         | 2008 |
| ------------- | ---- |
| UCI Asia Tour | 339e |